# Tomona Yabiku
Tomona Yabiku (屋比久知奈, Yabiku Tomona, née le 6 juin 1994 à Okinawa, dans la préfecture d'Okinawa au Japon) est une seiyū et chanteuse principalement active dans le domaine de la comédie musicale.

## Biographie
Tomona Yabiku est née le 6 juin 1994 à Okinawa, dans la préfecture d'Okinawa . Sa mère est professeur de ballet et elle-même débute dans cette discipline à l'âge de quatre ans.
Après avoir été diplômée du lycée préfectoral d'Okinawa Koza, elle fréquente l'Université des Ryūkyū. Etudiante en faculté de droit et de lettres, elle intègre le département des langues et cultures internationales. Passionnée par le monde anglophone, elle choisit pour spécialité la culture anglaise.
Pendant sa seconde année universitaire, elle incarne Ariel, l'héroïne de Footloose, lors d'un spectacle étudiant. Sur l'insistance de son professeur, elle pose sa candidature pour la comédie musicale H12. Elle réussit les auditions et joue sur les scènes de Tokyo et d'Okinawa.
En mai 2016, recommandée par le producteur de H12, elle participe à un concours : le National Expanded Musical Workshop: Gather! Musical Nodojiman. Le concours se tient au Théâtre Impérial où sont regroupés plus de 2 000 candidats. Elle décroche le premier prix et est alors qualifiée de « diamant brut ».
Sa voix puissante intéresse les directeurs de casting qui la choisisse pour interpréter la voix chantée et parlée de Vaiana, l'héroïne du film d'animation Disney éponyme. Le long-métrage sort en mars 2017 sur les écrans japonais. Sur la même période, elle obtient son diplôme à l'Université des Ryūkyū et emménage dans la capitale en avril de la même année.
Son premier rôle majeur est celui d'Éponine dans Les Misérables, un personnage qu'elle tient à plusieurs reprises entre 2019 et 2025.
En 2020, elle est à l'affiche de Nine où elle campe la prostituée Saraghina. La distribution, très prestigieuse, comporte notamment Yū Shirota, Miyu Sakihi, Sumire Haruno ou encore Eliana Silva. Cette production, mise en scène par Shuntarō Fujita, est très remarquée et remporte plusieurs prix lors des Yomiuri Theatre Award.
L'année suivante elle s'illustre dans l'œuvre classique Un violon sur le toit et forme un couple glamour avec Hiroki Miura pour la production nippone de Grease.
En 2022, elle joue un rôle particulièrement sensible et complexe, celui d'une adolescente rebelle perdue au sein d'une famille endeuillée, dans Next to Normal.
L'année suivante, elle est la tête d'affiche de Jane Eyre, une comédie musicale tirée du chef-d'œuvre de Charlotte Brontë. Elle joue le rôle principal en alternance avec sa meilleure amie Mone Kamishiraishi.
Le 31 décembre 2023, elle est choisie pour participer au Contdown Musical Concert célébrant la nouvelle année. Programmé au Tokyo International Forum, devant 5 000 spectateurs venus fêter 2024, le concert réunit neuf célébrités issues de la nouvelle génération de la scène musicale nippone : Tomona Yabiku y figure aux côtés de Shōma Kai, Keisuke Higashi, Sara, Sōichi Hirama, Hiroki Miura, Win Morisaki, Haruka Kinoshita et Naoto Kaihō,.
En 2024, elle décroche le rôle principal de VIOLET, une comédie musicale pour laquelle elle retrouve le metteur en scène Shuntarō Fujita. Le spectacle est bien reçu.
En juillet 2025, elle participe à la série de concerts commémorant le 80e anniversaire de Maury Yeston et le 20e anniversaire du Umeda Arts Theater : intitulé Life's A Joy! Life Goes On!, le projet est mis en scène par Yamato Ikuta et reprend les principaux succès de Yeston. Tomona Yabiku y partage notamment l'affiche avec Keisuke Higashi, Kanata Irei, Kazuki Katō, Kiho Maaya, Yū Shirota ou encore Kōhei Ueguchi.

## Vie privée
Sa meilleure amie est Mone Kamishiraishi, sa partenaire dans Jane Eyre. Leur co-star Yoshio Inoue affirme qu'elles sont « les meilleures amies de l'histoire des comédies musicales ».

## Carrière

### Scène
- 2015 : H12
- 2018 : Sea of Flesh : Mikiko / Shin Alice
- 2018 : Titanic : Kate Murphy
- 2019 - 2021 / 2024 - 2025 : Les Misérables : Éponine
- 2019 : Sister Act : Sœur Mary Robert
- 2020 / 2022 : Miss Saigon : Kim
- 2020 : Nine : Saraghina
- 2021 : Un violon sur le toit : Chava
- 2021 : Grease : Sandy
- 2022 : Next to Normal : Natalie Goodman
- 2023 : Jane Eyre : Jane Eyre / Helen Burns
- 2024 / 2025 : Play a Life
- 2024 : VIOLET : Violet
- 2024 : 3 Musketiers :  Constance
- 2026 : Shirotsume : Ao

### Doublage
- 2017 : Vaiana : La Légende du bout du monde : Vaiana
- 2018 : Ralph 2.0 : Vaiana
- 2023 : LEGO Princesses Disney - Les Aventures au Château : Vaiana
- 2023 : Wish : la mère de la caille
- 2024 : Vaiana 2 : Vaiana